# Sonoma russelli
Sonoma russelli är en skalbaggsart som beskrevs av Chandler 1986. Sonoma russelli ingår i släktet Sonoma och familjen kortvingar. Inga underarter finns listade i Catalogue of Life.